# مقاطعة هاسكيل (تكساس)
مقاطعة هاسكيل (بالإنجليزية: Haskell  County)‏ هي إحدى المقاطعات في ولاية تكساس، الولايات المتحدة الأمريكية.